# Flandern-Rundfahrt 1978
Die Flandern-Rundfahrt 1978 war die 62. Austragung der Flandern-Rundfahrt, eines eintägigen Straßenradrennens. Es wurde am 9. April 1978 über eine Distanz von 260 km ausgetragen.
Das Rennen wurde von Walter Godefroot vor Michel Pollentier und Gregor Braun gewonnen.

## Teilnehmende Mannschaften
| Profi-Radsportteams (19)- IJsboerke-Gios - Flandria-Velda-Lano - Peugeot-Esso-Michelin - Marc Zeep Savon-Superia - Sanson-Campagnolo - C&A - Renault-Gitane-Campagnolo - Bianchi-Faema - Miko-Mercier-Hutchinson - TI-Raleigh-McGregor - Lejeune-BP - Old Lord's-Splendor - Safir-Beyers-Ludo - Mini-Flat–Boule d'Or–Colnago - Jet Star Jeans - Carlos-Galli-Alan - Bode Deuren-Shimano - Willora-Piz Buin - Avia-Groene Leeuw |
| |

## Ergebnis
|    | Fahrer                 | Land        | Team                      | Zeit            |
| -- | ---------------------- | ----------- | ------------------------- | --------------- |
| 1  | Walter Godefroot       | Belgien     | IJsboerke-Gios            | 6 h 12 min 00 s |
| 2  | Michel Pollentier      | Belgien     | Flandria-Velda            | m.t.            |
| 3  | Gregor Braun           | Deutschland | Peugeot-Esso              | m.t.            |
| 4  | Jos Jacobs             | Belgien     | IJsboerke-Gios            | + 50 s          |
| 5  | Jean-Luc Vandenbroucke | Belgien     | Peugeot-Esso              | m.t.            |
| 6  | Herman Van Springel    | Belgien     | Marc Zeepcentrale-Superia | m.t.            |
| 7  | Francesco Moser        | Italien     | Sanson-Campagnolo         | m.t.            |
| 8  | Freddy Maertens        | Belgien     | Flandria-Velda            | m.t.            |
| 9  | Walter Planckaert      | Belgien     | C&A                       | m.t.            |
| 10 | Roger De Vlaeminck     | Belgien     | Sanson-Campagnolo         | m.t.            |